# Departamento La Paz (Catamarca)
El departamento La Paz es uno de los 16 departamentos que componen la provincia de Catamarca, Argentina, ubicado en la región sudeste de la provincia, dista a 100 km de San Fernando del Valle de Catamarca, a 235 km de Córdoba y a 940 km de Buenos Aires.
Con una superficie de 8149 km² es el cuarto más extenso de la provincia, y con una población de 26.370 habitantes según el censo nacional de 2022. Su cabecera o capital es Recreo.
Limita al norte con la provincia de Santiago del Estero y el departamento El Alto, al oeste con los departamentos Ancasti y Capayàn, al sur con las provincias de La Rioja y Córdoba y al este con la provincia de Santiago del Estero.
Turísticamente se destaca la ciudad de Icaño, en la que se pueden dar paseos por sus numerosos atractivos turísticos y espacios verdes que convocan en los domingos culturales, a músicos, artesanos, y comidas regionales. También se pueden practicar pesca en el Dique de Motegasta. 
Catastralmente se divide en al menos 13 distritos: San Juli, Baviano, Quiros, Las Palmitas, San Antonio, Icaño, Motegasta, Ramplones, Santo Domingo, La Aguadita, Esquiú, Recreo, La Guardia.

## Historia
La historia del departamento se remonta al siglo XVI, cuando en 1563 se encontraba dentro del territorio de la Gobernación del Tucumán. En 1782 la zona pasó a formar parte de la intendencia de San Miguel de Tucumán por el entonces Virreinato del Río de La Plata, y en 1783 pasó de la Intendencia de Salta del Tucumán a la jurisdicción de San Fernando del Valle de Catamarca. Durante este tiempo las tierras del departamento estuvieron ocupadas por las naciones de los indios Juries, Tonocotes, Lules y Diaguitas.
En el año 1819 el gobernador de Tucumán Feliciano de la Mota Botello solicita un título de dominio a favor del capitán que había dirigido el ejército del norte después de la Revolución de mayo a Jose Manuel de Figueroa Caceres sobre la tierra de Taco Pampa y en el actual departamento La Paz. Por usos y costumbres el nombre se redujo a un lugar del campo y la estancia adquirió la designación de Merced de Figueroa.
El 25 de agosto de 1821 por consecuencia de la autonomía provincial de Catamarca, en la cual esta se separó de las provincias de Tucumán y Santiago del Estero, la zona pasó a formar parte de la provincia de Catamarca.
En 1866 la autoridad diocesana crea el Curato de La Paz.
El 23 de septiembre de 1875 por fuerza de "La Sala de R.R de Catamarca" es creado el departamento La Paz separándolo de la jurisdicción del departamento Ancasti hasta entonces estaba unido a este. Y la llegada del ferrocarril que unía Alta Córdoba con Recreo produjo un gran impacto en esta zona. Posteriormente recibió población inmigrante de origen siria-libanesa, italiana y belga. La separación produjo la aparición de dos nuevos departamentos, departamento Ancasti y departamento La Paz.
El 27 de septiembre de 1912 mediante la ley N.º 818, es designada cabecera del departamento la Villa de San Antonio; Y luego el 22 de septiembre de 1958 mediante la ley N.º 1755 la localidad de Recreo es erigida como ciudad y a la vez la nueva cabecera del departamento.
El 30 de julio del año 1962 es inaugurado el Dique de Motegasta que provee de agua principalmente a la ciudad de Recreo y sus alrededores.
En 1982 empieza la promoción industrial la cual llevó al asentamiento de fábricas en el departamento mejorando la economía y favoreciendo al crecimiento demográfico. Actualmente el departamento atraviesa un proceso de crecimiento donde se está impulsando obras públicas para el mejoramiento de la calidad de vida, la industrialización y el crecimiento poblacional.

## Geografía
La mayoría del relieve departamental es llano con leves accidentes como lomadas y barrancas.
El suelo es mayormente arcilloso con arena y un subsuelo rocoso con presencia de acuíferos de agua dulce y en el sur del departamento son de agua salada, por la presencia de las Salinas Grandes que comparte con la provincia de Córdoba.
Posee escasos ríos y canales, la mayoría situados al oeste a los pies del cerro.

### Clima
La gran mayoría del departamento cuenta con un clima Subtropical con estación seca donde las precipitaciones se encuentran entre los 500 y 800 mm por año, siendo la mayor parte de éstas en el verano. Durante el invierno se dan normalmente temperaturas bajo cero con frecuentes heladas y nevadas en las zonas cercanas a las sierras de Ancasti. Durante el verano las temperaturas son elevadas con un alto grado de humedad, llegando a máximos récord cercanos a los 50 °C.

### Flora
Posee una flora compuesta principalmente por árboles de tipo Algarrobo y arbustos como Jarilla, junco y Pasto.

### Sismicidad
La sismicidad de la región de Catamarca es frecuente y de intensidad baja, y un silencio sísmico de terremotos medios a graves cada 30 años en áreas aleatorias. Sus últimas expresiones se produjeron:
- 21 de marzo de 1892 (133 años), a las 1.45 UTC-3 con 6,0 Richter; como en toda localidad sísmica, aún con un silencio sísmico corto, se olvida la historia de otros movimientos sísmicos regionales (terremoto de Recreo de 1892)
- 21 de octubre de 1966 (58 años), a las 12.39 UTC-3 con 5,0 Richter
- 3 de noviembre de 1973 (51 años), a las 14.17 UTC-3 con 5,8 Richter: además de la gravedad física del fenómeno se unió el olvido de la población a estos eventos recurrentes
- 7 de septiembre de 2004 (20 años), a las 8.53 UTC-3, con una magnitud aproximadamente de 6,5 en la escala de Richter (terremoto de Catamarca de 2004)[3]

## Demografía
Según el censo nacional de 2022 la población era de 26.370 habitantes, un crecimiento intercensal del 16.5%. El departamento es el quinto más poblado de la provincia después de los departamentos Capital, Valle Viejo, Departamento Belén y Departamento Santa María.
| Gráfica de evolución demográfica de Departamento La Paz entre 1991 y 2022 |
|                                                                           |
| Fuente: Censos nacionales del INDEC                                       |

### Localidades y parajes

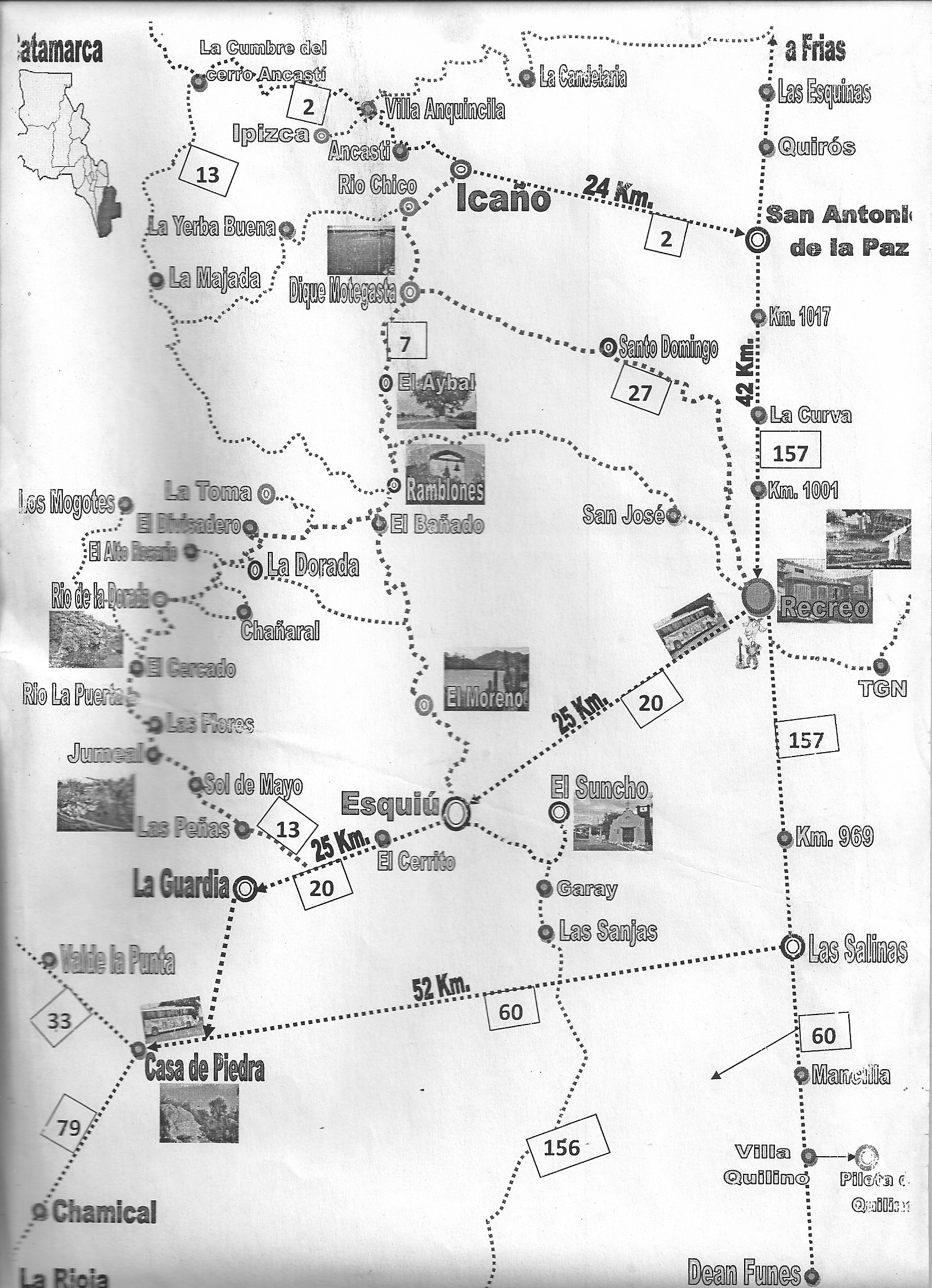
Mapa de localidades del departamento La Paz.

| Localidades | Parajes |
| - Casa de Piedra - El Aybal - El Bañado - El Divisadero - El Quimilo - Esquiú - Icaño - La Dorada - La Guardia - Las Esquinas - Las Palmitas - Quirós - Ramblones - Recreo - San Antonio | - Anjuli - Baviano - Caballa - Cantera Cerrito - Cantera La Esperanza - Canteras Esquiu - Chafi - El Bajo - El Barreal - El Barrealito - El Bello - El Bosquesillo - El Cercado - El Chaguaral - El Chañal - El Dique - El Empalme - El Jumeal - El Milagro - El Moreno - El Quebracho - El Rosario - El Silo - El Vallecito - Empalme Rutas 157 y 60 - Estancia Albigasta - Garay - Jabala - km 969 - km 1017 - La Barroza - La Bomba - La Granja - La Horqueta de Abajo - La Isla - La Jornada - La Montosa - La Parada - La Quinta - La Toma - Los Mistoles - Los Morales - María Elena - Monte Redondo - Olta - Palo Santo - Pichinga - Pozo de La Orilla - Pozo El Mistol - Pozos Cavados - Puesto de Leiva - Puesto de Miranda - Puesto de Siman - Puesto de Vera - Puesto Sabatea - Puesto Santa Rosa - Río Chico - Río de La Puerta - San Agustín - San Bernardo - San Carlos - San José - San Lorenzo - San Nicolás - San Salvador - Santo Domingo - Sicha - Sol de Mayo |

## Economía
Actualmente el departamento basa su economía en la explotación agropecuaria (ganadera principalmente bovino, caprino y forestal) e industrial. En la década de 1980, el gobierno provincial llevó a cabo la promoción industrial generando la instalación de industrias en los principales centros urbanos. Estos generaron un nuevo crecimiento local siendo el segundo departamento con más fábricas después del Departamento Capital.

### Turismo
Posee diversos atractivos turísticos en los que se destacan:
- En la ciudad de Recreo: El El Cristo Redentor, el Cine-teatro bicentenario, Las lomas, el Festival Nacional del Cabrito y muchas otras festividades durante el año.
- En la ciudad de Icaño: sus espacios verdes, La Fiesta Nacional de la Tuna.
- El Dique de Motegasta: que posee un gran paisaje además de ser un gran lugar para la pesca.
- El Dique El Bolsón.
- El Río La Dorada que pasa por la localidad homónima y todas las localidades a su alrededor cuentan con un gran paisaje de cerros y sierras.

## Transporte

### Rutas
- Ruta nacional 157
- Ruta nacional 60
- Ruta provincial 20
- Ruta provincial 2
- Ruta Provincial 7
- Ruta provincial 8
- Ruta provincial 11
- Ruta provincial 13
- Ruta provincial Nº26
- Ruta provincial 111
- Ruta provincial 127
- Ruta provincial 116
- Ruta provincial 156

### Transporte público
Desde la terminal de ómnibus de Recreo salen colectivos que llegan a las comunidades de Esquiú, San Antonio, Icaño y Quiròs. También de Recreo salen colectivos hacia las ciudades de Frías, Córdoba, Tucumán, Salta y Buenos Aires.

## Salud
Psee un sistema de salud que se basa en dos hospitales zonales públicos ubicados en los dos municipios. Las demás localidades cuentan con postas sanitarias que atienden solo primeros auxilios y ambulancias que trasladan a pacientes en casos de urgencia a los hospitales.
El sector privado cuenta con clínicas y consultorios particulares, la mayoría de estos se encuentran en la ciudad de Recreo.

## Educación
El departamento tiene en la mayoría de sus comunidades instituciones públicas de nivel primario y secundario. En Icaño y Recreo además de estos colegios hay institutos de nivel terciario IES. La capital departamental cuenta también con una escuela para personas con capacidades diferentes y una escuela secundaria de artes.